# Октябрьское муниципальное образование (Перелюбский район)
Октябрьское сельское поселение — муниципальное образование в составе Перелюбского района Саратовской области. Административный центр — посёлок Октябрьский. На территории поселения находятся 3 населённых пункта — 1 посёлок, 2 хутора .

## Населённые пункты
- посёлок Октябрьский — административный центр;
- хутор Новокачановский;
- хутор Поперечный;

Главой поселения является Ротачков Владимир Сергеевич.